# Alcázar
 For alternative betydninger, se Alcazar (band).
Alcázar er en type slotte bygget i Spanien og Portugal som bopæl for kongen. Mange byer i Spanien har et alcázar som f.eks. Alcázar de Sevilla, i Sevilla. De er som oftest bygget af maurerne. Ikke alle slotte i Spanien er idet mange betegnes som castillo.